# Kevin und Manuel
Kevin und Manuel ist ein deutsches Schlagerduo, bestehend aus den beiden Sängern Valentin Ponkratz (Kevin, * 10. Februar 1996) und Martin Piendl (Manuel).

## Leben
Ponkratz und Piendl waren als Kinder beide Mitglied der Regensburger Domspatzen. Im August 2014 traten sie erstmals als Kevin und Manuel in der Sendung Immer wieder sonntags der ARD auf, wo sie schließlich mit dem Titel Mitternacht auf Korsika zum Sommerhitkönig gewählt wurden. Produzent des Liedes war Günther Behrle. Die Namen Kevin und Manuel wählte Behrle aufgrund einer optischen Ähnlichkeit zu Kevin Großkreutz und Manuel Neuer. Zeitweise war der Song auf Platz drei der Amazon-Schlager-Charts. 2016 erschien das zweite Album des Duos, Papa Francesco.
Einem jüngeren Publikum wurden die beiden auch durch ein Spiel in der Sendung Circus HalliGalli (Staffel 7, Folge 5) bekannt, wo es darum ging, Reime aus den Liedern zu vervollständigen; es folgte ein Auftritt des Duos in der Sendung eine Woche später.

## Mitglieder
- Valentin Ponkratz
- Martin Piendl

## Diskografie
- Mitternacht auf Korsika (2015), Telamo, Vertrieb durch Sony Music[8]
- Papa Francesco (2016), Telamo, Vertrieb durch Sony Music
- Auf Malle sind die Nächte lang (2019), Flamingo Music Entertainment, Vertrieb durch Electrola